# MQ-8 (航空機)
MQ-8 ファイアスカウト
MQ-8B
- 用途：無人航空機（UAV）
- 分類：偵察機
- 製造者：ノースロップ・グラマン
- 運用者： アメリカ合衆国（アメリカ海軍）
- 初飛行：2002年
- ユニットコスト：1,820万USドル

MQ-8 ファイアスカウト（英語: MQ-8 Fire Scout、英語で火力偵察兵の意）は、ノースロップ・グラマンがアメリカ海軍向けに開発した偵察・戦場認識・ターゲッティングの支援を任務とする無人航空機である。
有人機を原型にして開発された機体であり、初期型のRQ-8Aはシュワイザー330が、改良型のMQ-8Bはシュワイザー333が原型になっている。

## 概要

### RQ-8A

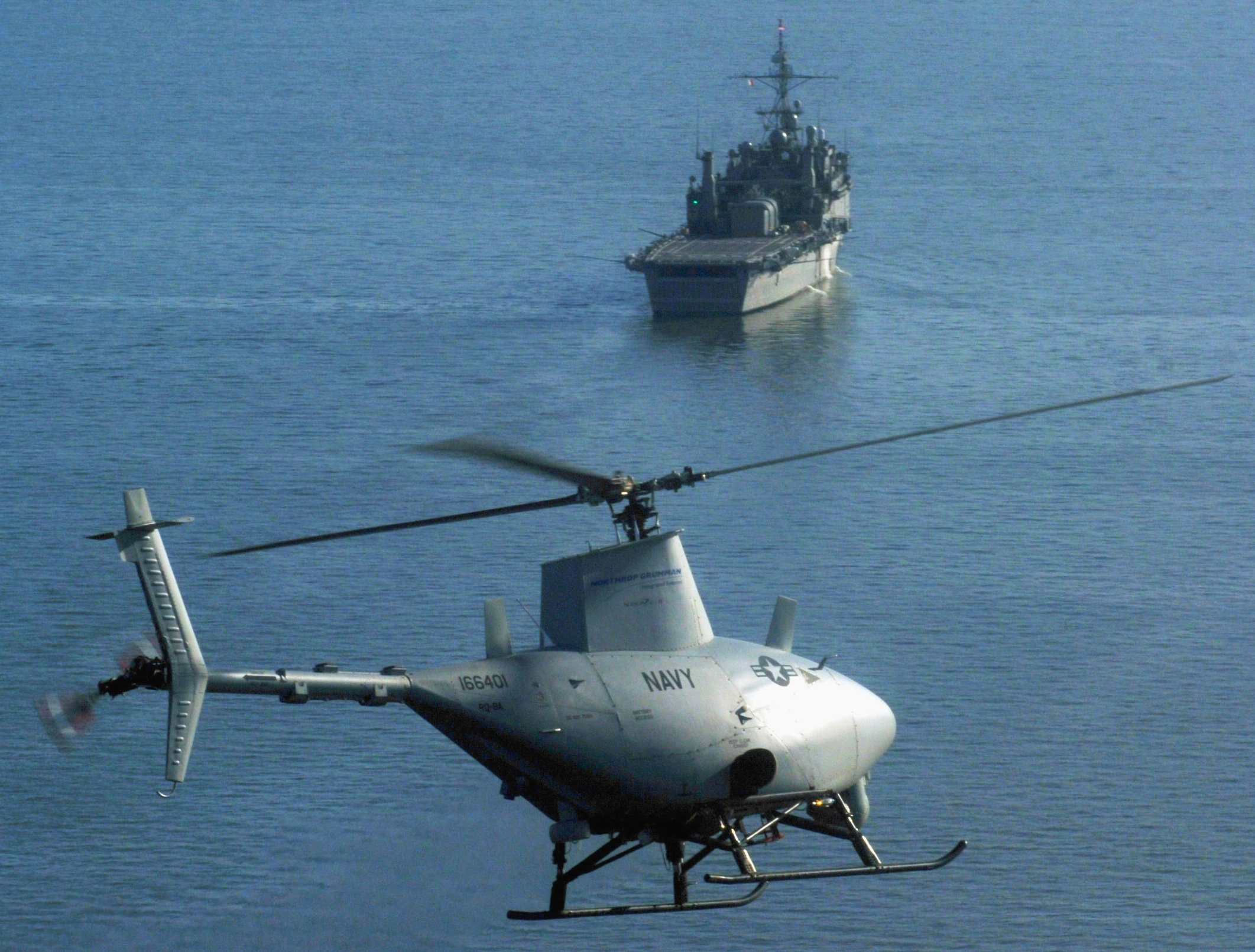
「ナッシュビル」に着艦を行うRQ-8A

アメリカ海軍はRQ-2 パイオニアの退役後、その後継となる第2世代の無人航空機を探し始めた。海軍がRQ-2の後継機に求めたスペックは垂直離着陸機であり、90kgのペイロード、200kmの航続距離、高度6kmで3時間の滞空能力、風速46km/h（29mph）の条件下で艦艇に着艦する能力および整備間隔が190飛行時間であることだった。
このコンペディションにはベル・ヘリコプター、シコルスキー・エアクラフト、そして、テレダイン・ライアン（ライアン・エアロノーティカル）とシュワイザー・エアクラフト協力の3案が参加して行われ、2000年夏にライアン・エアロノーティカルの案が選定された。
選定後にRQ-8A ファイアスカウトと命名されたこの機体はシュワイザー製の有人ヘリコプターを元に、艦船で安全に保管できるJP-5とJP-8を燃料とするロールスロイス・アリソン250-C20 ガスタービンエンジンを搭載して無人化したもので、試作機は2000年1月に自立飛行を成功させていた。
RQ-8Aには機首下部に電子光学および赤外線（EO/IR）カメラとレーザー距離測定装置を搭載したセンサーボールターレットが積まれており、これは海軍の艦艇やアメリカ海兵隊のハンヴィーに搭載された操縦システムから280km離れた見通し線外においてもRQ-4 グローバルホークとの戦術データ・リンクを通じて制御することが可能であった。
2006年1月、RQ-8Aは航行するクリーブランド級ドック型輸送揚陸艦「ナッシュビル」に着艦することに成功した。無人ヘリがパイロットの制御無しで移動中の米海軍の艦船に着艦するのはこれが史上初めてであった。

### MQ-8B

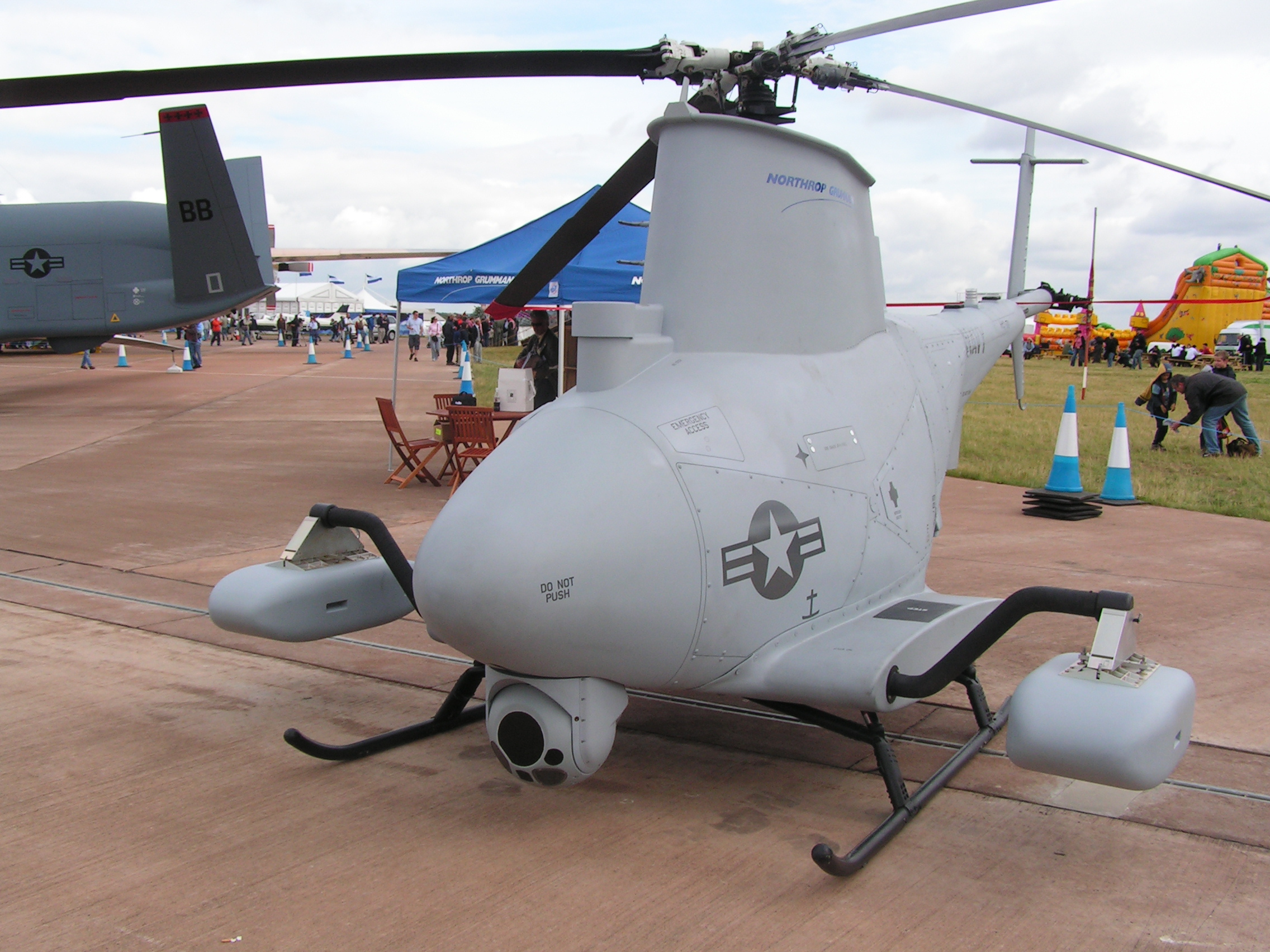
RIATで展示されるMQ-8B

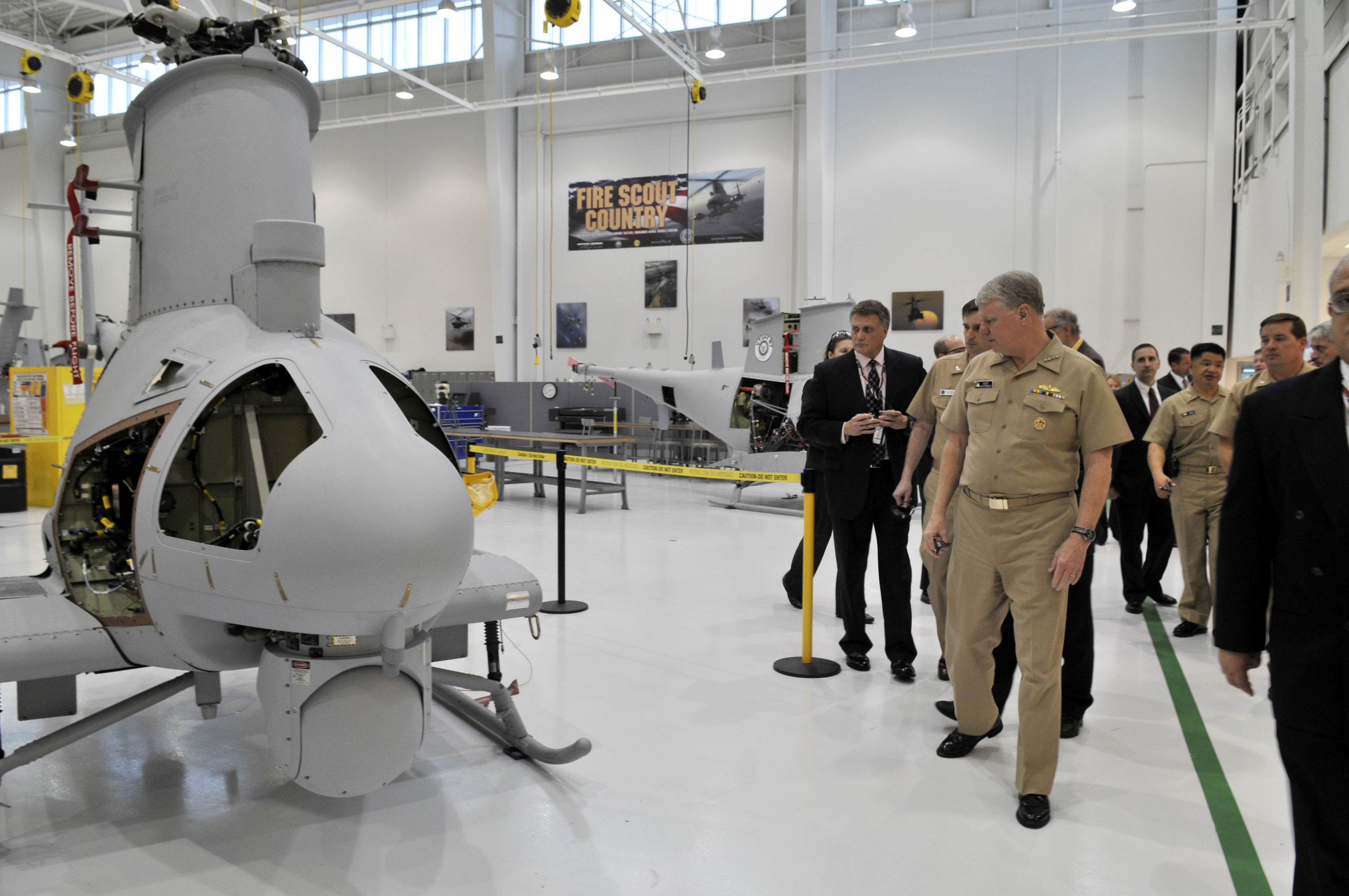
組み立て中のMQ-8B

RQ-8の開発計画は問題なく進行していたが、海軍はRQ-8の性能に満足せず2001年に計画への資金提供を停止してしまった。だが、RQ-8の開発はその後も継続され、テレダイン・ライアンの親会社であるノースロップ・グラマンはさまざまな方面に売り込みを始めることとなる。その結果FCSで使用する無人機を探していたアメリカ陸軍が興味を持ち、2003年に7機のRQ-8B（2006年に名称をMQ-8Bに変更）を評価目的で購入することになった。
MQ-8Bは4枚ブレードのメインローターを採用しており、RQ-8Aの3枚ブレードよりも騒音が抑えられ同時に上昇性能も向上している。このメインローターの改良で最大離陸重量はRQ-8Aから500ポンド（225kg）増加して3,150ポンド（1,430kg）となっている。また、スタブウィングを装備しており、AGM-114 ヘルファイア対戦車ミサイル、ヴァイパーストライク誘導爆弾、APKWS 70mm レーザー誘導ロケット弾を搭載して対地攻撃を行うことができる他、弾薬や医療品などの補給物資を前線に輸送するといった任務にも使用できる。
MQ-8Bはセンサー類を交換することでさまざまな任務に対応できるように設計されており、昼夜（day/night）両用センサーおよびレーザー目標指示装置、TSARおよび移動目標インジケーター（MTI）、SIGINTモジュール、地雷検出システム（ASTAMIDS）、共通戦術データ・リンク（TCDL）などを搭載できる。
陸軍での採用は実現しなかったが、皮肉なことに海軍がかつて放棄したRQ-8に再び興味を示し、MQ-8Bの派生型である「シースカウト」を8機評価目的で購入した。
ノースアイランド海軍航空基地やノーフォーク海軍基地のHSC（ヘリコプター海上戦闘飛行隊、英: Helicopter Sea Combat Squadron）及びHSM（ヘリコプター海洋打撃飛行隊、英: Helicopter Maritime Strike Squadron）の一部の部隊では既にMQ-8Bが配備されており、海軍は将来的にシースカウトを沿海域戦闘艦（LCS）に搭載して運用する予定である。

### MQ-8C

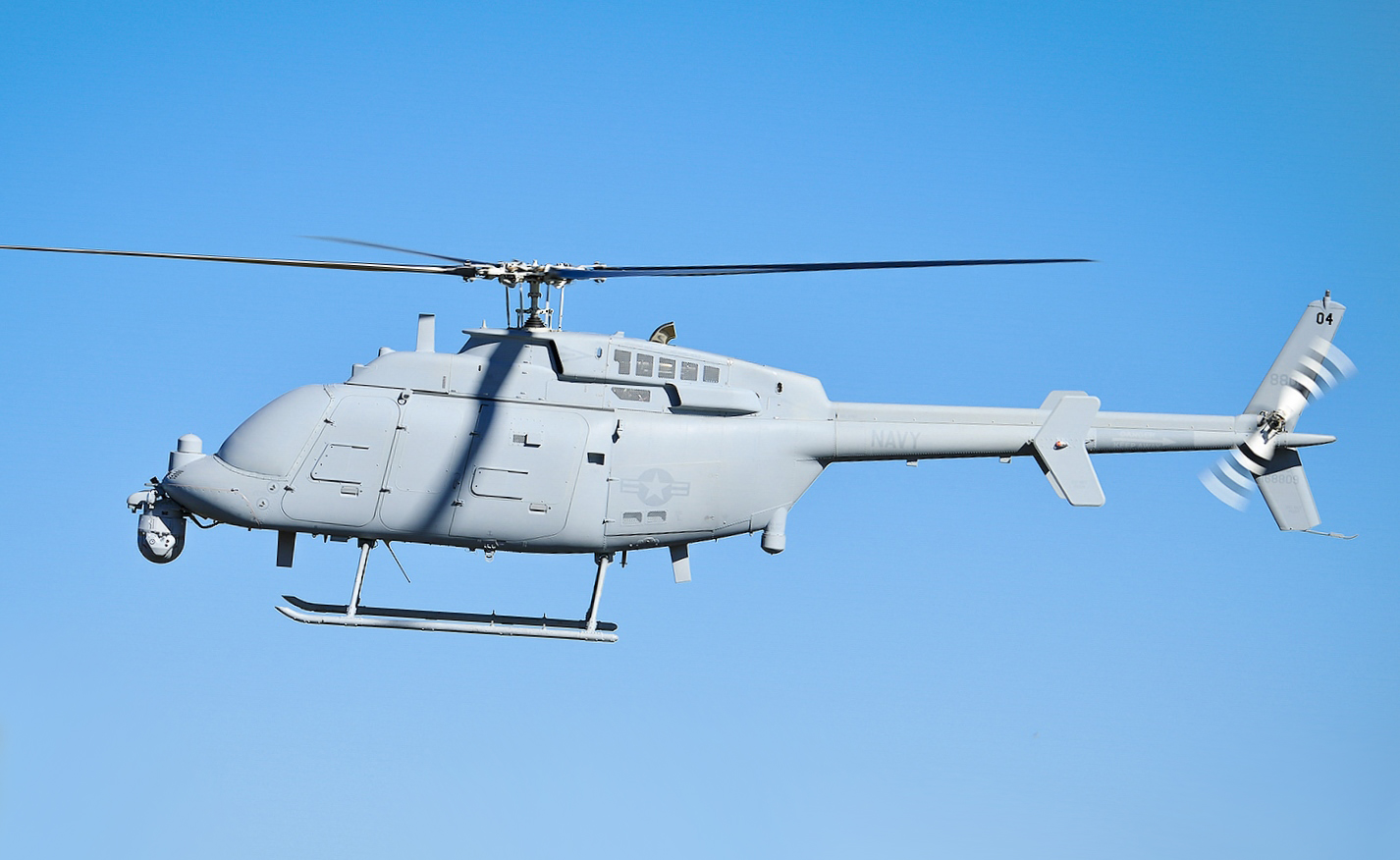
MQ-8C

有人機であるベル 407の機体にMQ-8Bの遠隔操縦システムを搭載し無人機とした派生型。
システムはMQ-8Bと95%が共通ながら、MQ-8Bと比べて航続距離が2倍、ペイロードが3倍となった。貨物を搭載するスペースを備え、輸送任務も想定されている。MQ-8B同様に、ノースアイランド海軍航空基地やノーフォーク海軍基地のHSC及びHSMの部隊に配備されており、コンステレーション級ミサイルフリゲートにも搭載される予定である。

## 要目 (MQ-8B)

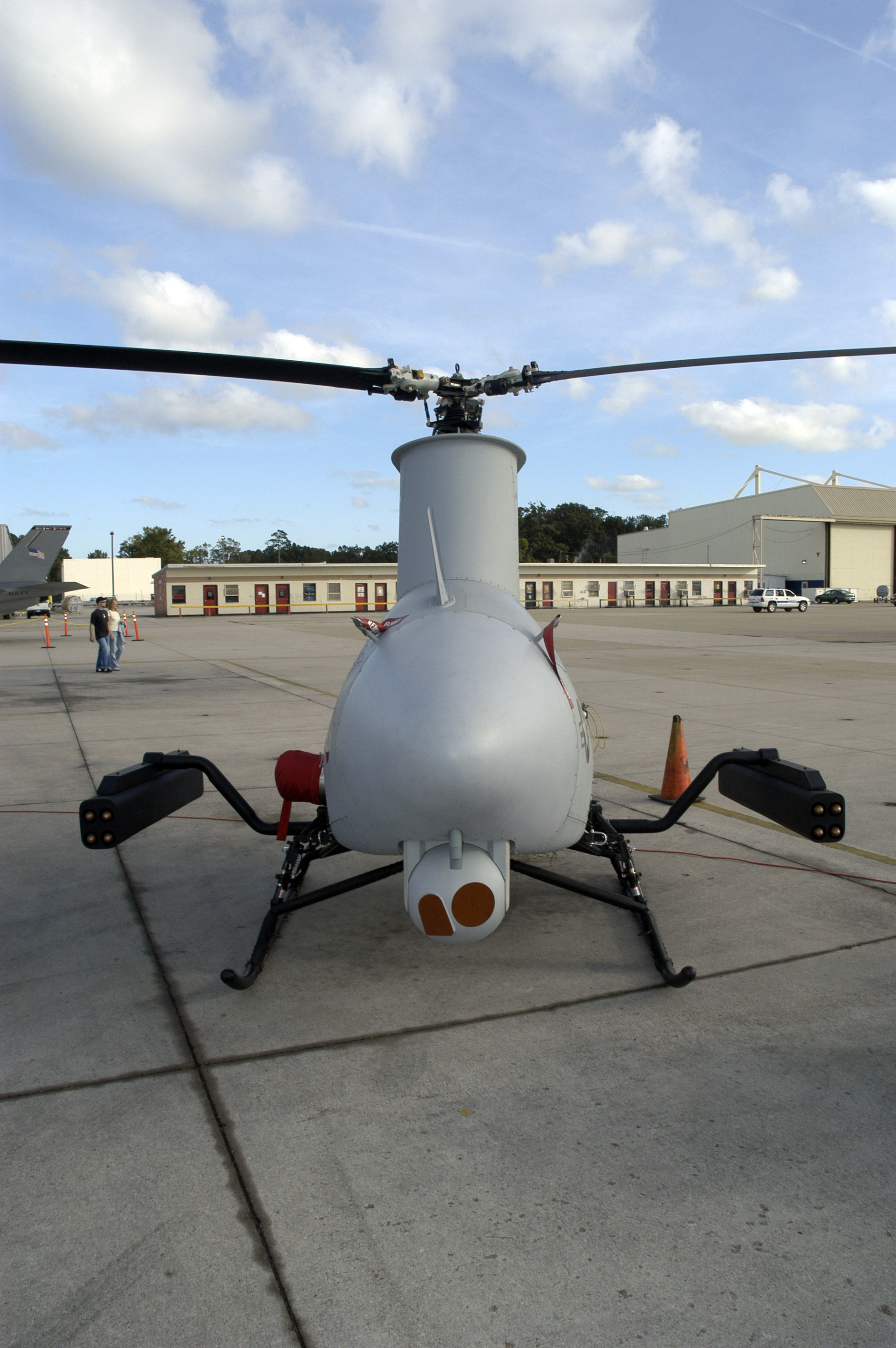
APKWSを搭載したMQ-8B

出典: Northrop Grumman, Nav Air
諸元
- 乗員: 無人
- ペイロード: 272kg （600lb）
- 全長: 7.3m （23.95ft）
- 全高: 2.9m （9.71ft）
- ローター直径: 8.4m （27.5ft）
- 空虚重量: 940.3kg （2,073lb）
- 最大離陸重量: 1,430kg （3,150lb）
- 動力: アリソン 250 ターボシャフトエンジン、420hp （313kW）   × 1

性能
- 最大速度: 213km/h以上 （115ノット）
- 巡航速度: 200km/h （110ノット）
- 戦闘行動半径: 203.7km （110nmi） ※進出先での5時間以上の哨戒任務を含む
- 実用上昇限度: 6,100m （20,000ft）

## 登場作品
『空母いぶき GREAT GAME』
あさひ型汎用護衛艦「しらぬい」の艦載されている無人哨戒ヘリとして登場。